# Schiedam
Schiedam este o localitate și o comună omonimă în provincia Olanda de Sud, Țările de Jos. Face parte din aglomerația urbană a Rotterdamului. Schiedam este cunoscut pentru centrul său istoric cu canale și morile de vânt cele mai înalte din lume. De asemenea, Schiedam este un centru de producție al ginului olandez — jeneverul. Această industrie a fost principală în economia orașului în secolele XVIII-XIX și rămâne una dintre principalele în secolul XXI. În limbile engleză și franceză, cuvântul schiedam înseamnă chiar ginul olandez jenever. Schiedam este locul de naștere al uneia dintre cele mai cunoscute sfinte catolice neerlandeze — Sfânta Liduina, ale cărei moaște sunt păstrate în bazilica Sfânta Liduina din Schiedam.
Comuna include, pe lângă orașul propriu-zis Schiedam, mai multe sate și cătune, dar, datorită densității ridicate a construcțiilor, granițele acestor localități au dispărut aproape complet, transformând fostele sate în cartiere ale Schiedamului.
sate: Bijdorp, Woudhoek, 's-Gravelandsepolder, Groenoord, Kethel, Nieuwland, Nieuw-Mathenesse, Spaland, Spaanse Polder, Schiedam-West, Schiedam-Zuid, Schiedam-Oost
cătune: Windas, Kerkbuurt
La 30 aprilie 2017 locuiau în municipalitate 77.833 de persoane.

## Istorie
În jurul anului 1230, la gura râului Schie, a fost construit un dig pentru a proteja terenurile înconjurătoare de inundații, ridicat de Dirk Bokel, stăpânul comitatului Mathenesse, fie singur, fie împreună cu un nobil din familia Wassenaer, al cărui nume nu s-a păstrat.
În 1247, Adelaida, fiica contelui Olandei Floris al IV-lea, s-a căsătorit cu Jean I d'Avesnes, conte de Hainaut, și a primit ca zestre partea estică a digului și polderul adiacent. Digul ocupa o poziție economică avantajoasă, fiind un nod de rute comerciale de la mare spre interiorul țării (Delft și orașele mai îndepărtate precum Leiden și Haarlem) și invers, spre coastă. În scurt timp, lângă dig a apărut o așezare, unde în 1262 a fost construită o biserică. La 18 mai 1275, contesa Adelaida, care devenise regentă a Olandei pentru nepotul ei, Floris al V-lea, a acordat așezării drepturi de oraș. De asemenea, Adelaida a ordonat construirea unui castel pe malul râului Schie, cunoscut sub numele de "Casa de pe Râu" (neerlandeză Huis te Riviere) sau castelul Mathenesse (neerlandeză Slot Mathenesse). Din castel au rămas doar ruinele donjonului, care pot fi văzute astăzi în centrul orașului Schiedam, lângă clădirea primăriei. 

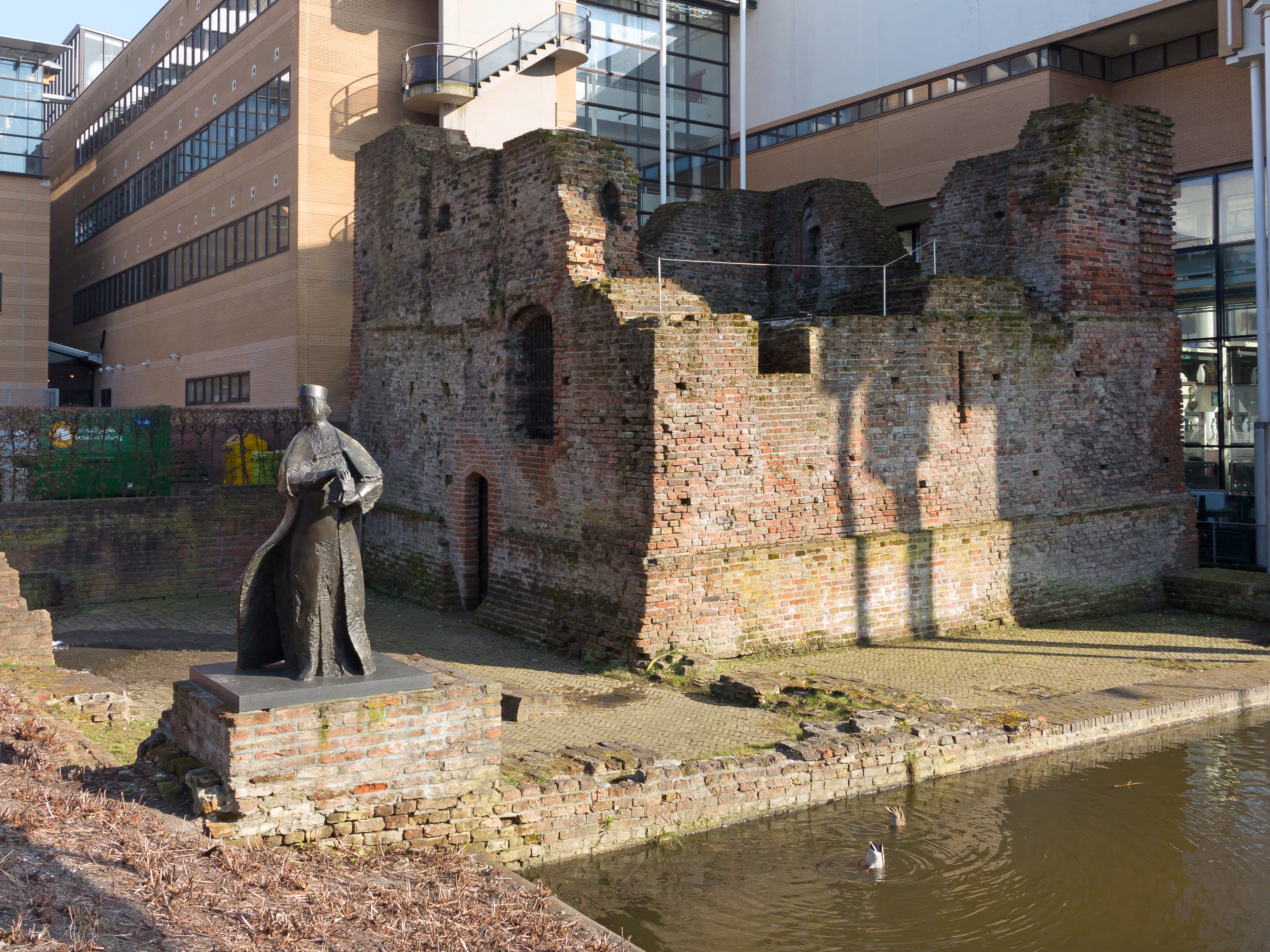
Ruinele Huis te Riviere și monumentul contesei Adelaida

În 1340, Rotterdam și în 1389 Delft au primit, de asemenea, dreptul de a crea rute comerciale între râul Maas și Schie, devenind astfel concurenți ai tânărului oraș Schiedam. În timp, locuitorii din Schiedam au început să se ocupe intens de pescuitul heringului.
În 1428, un incendiu mare a distrus cea mai mare parte a Schiedamului, ale cărui clădiri erau în mare parte din lemn.
Din secolul al XV-lea, Schiedam devine un centru de pelerinaj la Sfânta Liduina, una dintre cele mai venerate sfinte olandeze, care și-a trăit toată viața în Schiedam. 

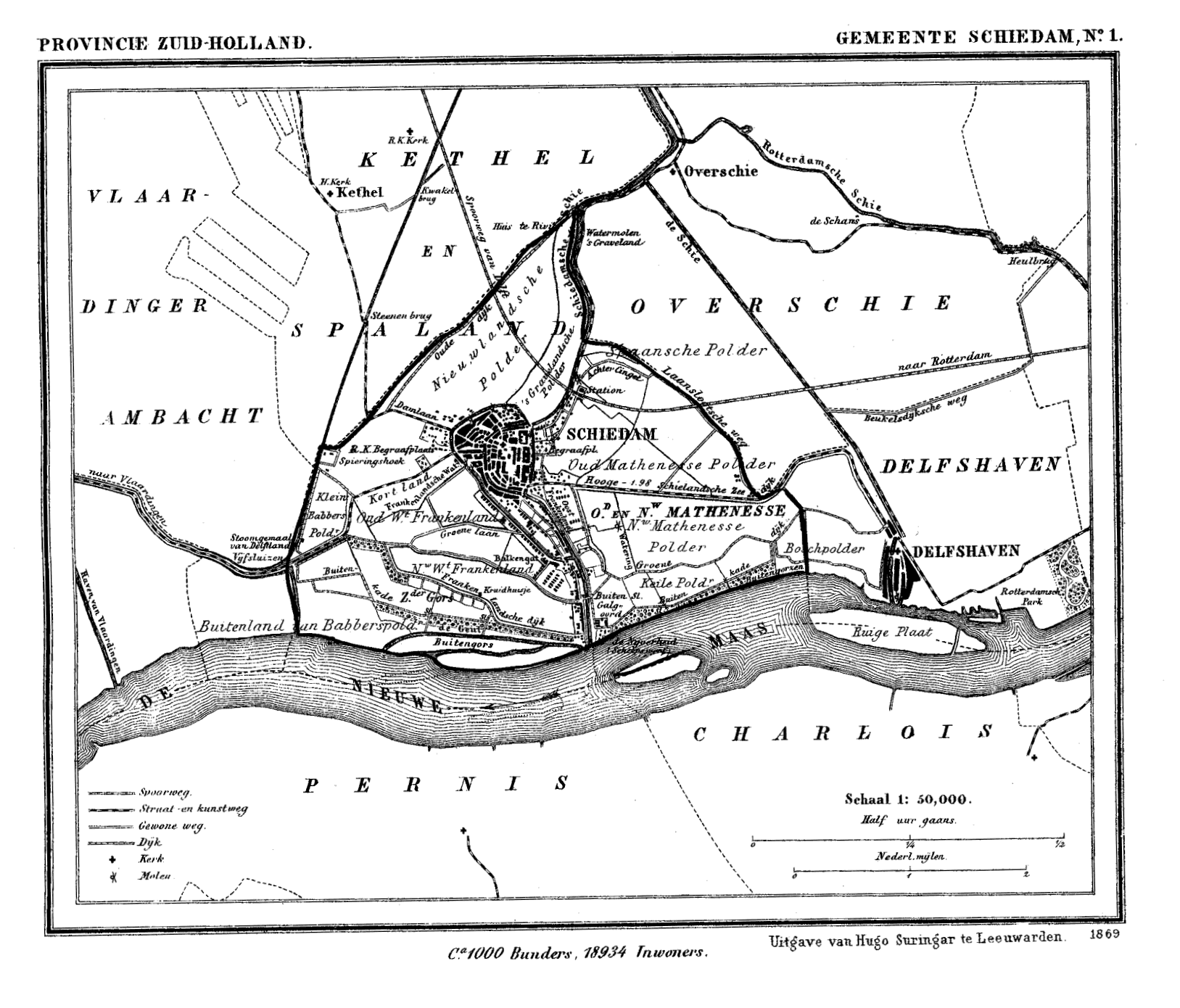
Schiedam în 1869

În jurul anului 1590, în oraș au apărut primele distilerii. În secolul următor, producția de băuturi spirtoase din Schiedam a înflorit, datorită în mare parte blocajului în importul de băuturi alcoolice din Franța. În secolul al XVIII-lea, zeci de distilerii din Schiedam exportau gin olandez în multe țări ale lumii. Din cauza distileriilor și a fabricilor de sticlă, care funcționau pe bază de turbă și poluau mediul înconjurător, orașul a primit porecla de „Nazaretul Negru” (neerlandeză Zwart Nazareth). O amintire a acelor vremuri sunt cele șase mori de vânt – De Walvisch, De Drie Koornbloemen, De Vrijheid, De Noord, De Nieuwe Palmboom și moara reconstruită în 2011 De Kameel – cele mai înalte mori clasice din lume, deoarece sunt situate pe fostele depozite unde erau stocate materiile prime pentru genever și produsele finite. În anii 1990, într-una din fostele distilerii a fost deschis un muzeu al geneverului.
La 10 august 1856, în apropierea gării din Schiedam, a avut loc primul accident feroviar din Țările de Jos, care a provocat moartea a trei persoane. Interesant este că, la 120 de ani distanță, pe 4 mai 1976, a avut loc un alt accident feroviar lângă Schiedam, în care au murit 24 de persoane și 15 au fost rănite.
Între anii 1890 și 1950, Schiedam a cunoscut o perioadă de declin. În această perioadă, în oraș începe să se dezvolte construcția navală, cu mari companii de construcții navale, precum Wilton-Fijenoord, care construiau atât nave civile de pasageri și petroliere, cât și nave militare: crucișătoare, submarine, distrugătoare, fregate etc. După Al Doilea Război Mondial, Schiedam a participat la activitățile portului din Rotterdam.
În 1941, municipalitatea Kethel en Spaland a fost inclusă în municipiul Schiedam, oferind orașului spațiu pentru dezvoltarea de noi cartiere rezidențiale.
La sfârșitul secolului XX, construcția navală în Schiedam aproape a încetat, orașul transformându-se treptat într-o suburbie a Rotterdamului. La începutul secolului XXI, autoritățile locale din Schiedam au început să sprijine industria turismului. Între 2005 și 2011, s-a realizat restaurarea morilor de vânt din Schiedam și a altor monumente istorice și arhitecturale, iar în 2006 a fost redeschis muzeul orașului. 

Localizarea municipiului Schiedam pe harta provinciei Olanda de Sud

## Monumente
- Biserica ortodoxă română „Sfântul Grigorie Teologul”, inițial capelă catolică, monument istoric din secolul al XIX-lea

## Sport
Dintre sporturile practicate în Schiedam, fotbalul și hocheiul pe iarbă sunt populare, iar crichetul se bucură de o popularitate deosebită în comparație cu alte orașe din Țările de Jos.

## Transport
Majoritatea căilor de transport leagă Schiedam de Rotterdam, orașul principal al aglomerației. Acestea sunt:
șoseaua de centură Ring Rotterdam, de unde se poate ieși spre autostrăzile A4 (spre Amsterdam) și A20 (către țărmul Mării Nordului);
metroul (liniile A, B și C);
liniile de tramvai nr. 21 și nr. 24, care merg din Rotterdam către centrul Schiedamului și gara feroviară.
Prin Schiedam trece linia feroviară Amsterdam–Rotterdam. Stația Schiedam Centraal are rute directe spre Almere, Dordrecht, Haga, Hoek van Holland, Lelystad, Roosendaal și Vlissingen.

## Demografie
La sfârșitul secolului XX și începutul secolului XXI, populația Schiedamului a crescut lent:
1996 – 74.162 persoane;
2000 – 75.589 persoane;
2005 – 75.487 persoane;
2010 – 75.565 persoane;
2013 – 76.216 persoane;
2015 – 76.869 persoane;
2016 – 77.108 persoane.

### Structura etnică a populației
La nivelul anului 2016, populația Schiedamului (77.107 persoane) era împărțită după originea etnică astfel:
olandezi autohtoni – 46.575 persoane
imigranți – 30.533 persoane, dintre care:
- - de origine europeană – 8.976 persoane;
  - de origine non-europeană – 21.557 persoane.

Cele mai mari grupuri etnice (peste o mie de persoane) dintre imigranți sunt: turcii (7.761 persoane), marocanii (2.567 persoane), cei proveniți din Antilele Olandeze (1.893 persoane), indonezienii (1.296 persoane) și germanii (1.006 persoane). La nivelul anului 2016, în Schiedam locuiau 509 persoane din fostele țări ale URSS.

## Personalități născute aici
- Liduina din Schiedam (1380 – 1433), sfântă catolică;
- J.M.A. Biesheuvel (1939 - 2020), scriitor;
- Danny Koevermans (n. 1978), antrenor de fotbal;
- Gökhan Saki (n. 1983), luptător de arte marțiale;
- Joshua Zirkzee (n. 2001), fotbalist.